# Mercedes (bateau)
Pour les articles homonymes, voir Mercedes.
Le Mercedes est un brick néerlandais. Il s'agit d'un deux-mâts à voiles carrées de haute technologie. Sa coque est en acier noir.

## Histoire
Construit en 1958, sous le nom Huibertje, il a été renommé successivement Ora et Labora (1970), Deo Volente (1981), Deo Juvante (1982) et Atlantic (1983). 

En 1988, il est vendu à l'Atlantic Ocean Fishing Co Ltd du Royaume-Uni en prenant le nom de Atlantic A (FD75).

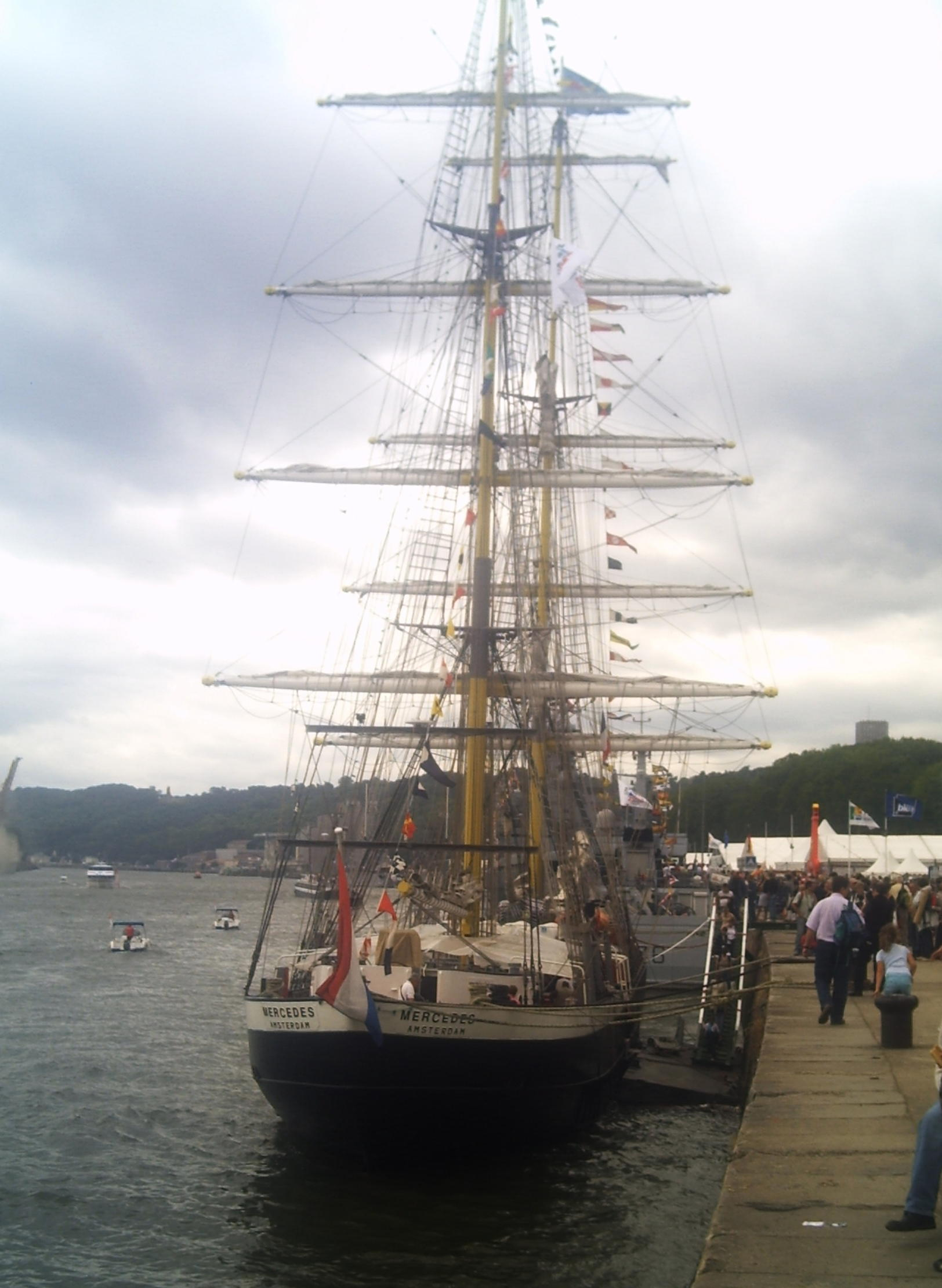
Le brick néerlandais Mercedes - Armada Rouen *Mercedes - Redsky Sailing
2008)

En 2003 il est racheté par la société charter Wind is our friend. Il est entièrement restauré en 2005 à Harlingen aux Pays-Bas ; il devient alors le Mercedes.
Ce brick néerlandais a participé à la Tall Ships' Races.
Sa première participation à Rouen est à  l'occasion de l'Armada 2008, où il propose le déjeuner à son bord.

Présence à l'Armada 2013 à Rouen

A la Fête de la mer de Boulogne-sur-Mer en juillet 2013 et 2015.
Le bateau est devenu russe en 2019 sous le nom de Rossiya  et semble être devenu un yacht privé.